# ارمس پاترلینی
ارمس پاترلینی (انگلیسی: Ermes Paterlini؛ زادهٔ ۱۸ مارس ۱۹۴۷) بازیکن فوتبال اهل ایتالیا است.